# Matías Silvestre
Matías Agustin Silvestre (Mercedes, 25 september 1984) is een Argentijns betaald voetballer die doorgaans als verdediger speelt. Hij tekende in juli 2015 bij UC Sampdoria, dat hem in het voorgaande seizoen al huurde van Internazionale.

## Clubvoetbal

### Boca Juniors
Silvestre doorliep de jeugdopleiding van Boca Juniors, waar hij op 23 maart 2003 debuteerde in het eerste elftal. Hierin dwong hij een basisplaats af. Hij kwam bij Boca tot 63 wedstrijden, waarin hij zes keer het net wist te vinden. Hij werd op beide kanten als centrale verdediger gebruikt en tevens als rechtsback.

### Catania
In de winter van 2008 vertrok Silvestre naar Catania, op dat moment actief in de Serie A. In zijn eerste halfjaar was hij geen basisspeler en kwam hij tot elf wedstrijden, waarvan vijf als invaller. Toen de toenmalige trainer werd vervangen, groeide hij uit tot basisspeler. Hij kwam 118 keer voor de club uit en scoorde zeven keer. In augustus 2011 werd hij voor 7,3 miljoen gekocht door Palermo.

### Palermo
Hij debuteerde voor 'rosanero' tegen Internazionale, een wedstrijd die Palermo met 4-3 won. Hij dwong meteen een basisplek af. De club wilde na een jaar weer van hem af.

### Internazionale
Internazionale zocht in 2012 een vervanger voor de vertrokken Lúcio en huurde Silvestre voor één seizoen, met een optie tot koop. Hij maakte zijn debuut voor Inter in juli 2012, in de Trofeo TIM, tegen Juventus. Ook debuteerde hij dat jaar in de UEFA Europa League. Inter lichtte op het einde van het seizoen een optie tot koop en nam Silvestre voor acht miljoen euro over. Na zijn definitieve overgang speelde hij nog één (beker)wedstrijd voor de club.
Een maand na zijn aankoop verhuurde Inter Silvestre voor één seizoen aan AC Milan. Hiervoor speelde hij dat seizoen vier wedstrijden. Het jaar erna verhuurde Inter hem aan UC Sampdoria. Hiervoor speelde hij wel het grootste gedeelte van het seizoen.

### Sampdoria
Na zijn verhuur aan Sampdoria, liep Silvestres contract bij Internazionale af. Hij tekende in juli 2015 vervolgens een contract tot medio 2017 bij Sampdoria, de nummer zeven van Italië in het voorgaande seizoen.
1 Perisan ·
2 Goglitsjidze ·
3 Pezzella ·
5 Grassi  ·
6 Henderson ·
7 Sambia ·
8 Anjorin ·
9 Pellegri ·
10 Fazzini ·
11 Gyasi ·
12 Seghetti ·
13 Cacace ·
15 Sazonov ·
16 Belardinelli ·
17 Solbakken ·
19 Ekong ·
21 Viti ·
22 De Sciglio ·
23 Vásquez ·
24 Ebuehi ·
27 Żurkowski ·
29 Colombo ·
32 Haas ·
34 Ismajli ·
93 Maleh ·
98 Brancolini ·
99 Esposito ·
Coach: D'Aversa